# 22-й армейский корпус (Российская империя)
22-й армейский корпус — общевойсковое соединение (армейский корпус) Русской армии Вооружённых сил Российской империи.
Штаб-квартира — Гельсингфорс.

## История
Армейский корпус сформирован 18 июля 1905 года, после упразднения Финляндского военного округа из частей и соединений, дислоцированных в Финляндии, в составе Санкт-Петербургского военного округа. Штаб корпуса находился в Гельсингфорсе.
22 ак в составе с:
- 2 августа 1914 года — 9-й армии,
- 22.09.1914 — 07.01.1915 гг. — в 10-й армии,
- 23.01. — 28.02.1915 г. — в 8-й армии,
- 20.04. — 05.12.1915 г. — в 11-й армии,
- 28.12.1915 — 10.11.1917 гг. — в 7-й армии.

## Состав
Состав корпуса на 18 июля 1914 года:
- Управление
  - 1-я Финляндская стрелковая бригада
    - 1-й Финляндский стрелковый полк
    - 2-й Финляндский стрелковый полк
    - 3-й Финляндский стрелковый полк
    - 4-й Финляндский стрелковый полк
    - 1-й Финляндский стрелковый артиллерийский дивизион

  - 2-я Финляндская стрелковая бригада
    - 5-й Финляндский стрелковый полк
    - 6-й Финляндский стрелковый полк
    - 7-й Финляндский стрелковый полк
    - 8-й Финляндский стрелковый полк
    - 2-й Финляндский стрелковый артиллерийский дивизион

  - 3-я Финляндская стрелковая бригада
    - 9-й Финляндский стрелковый полк
    - 10-й Финляндский стрелковый полк
    - 11-й Финляндский стрелковый полк
    - 12-й Финляндский стрелковый полк
    - 3-й Финляндский стрелковый артиллерийский дивизион

  - 4-я Финляндская стрелковая бригада
    - 13-й Финляндский стрелковый полк
    - 14-й Финляндский стрелковый полк
    - 15-й Финляндский стрелковый полк
    - 16-й Финляндский стрелковый полк
    - 4-й Финляндский стрелковый артиллерийский дивизион

  - 20-й драгунский Финляндский полк
  - 22-й мортирный артиллерийский дивизион
  - 22-й сапёрный батальон

В мае 1915 года бригады были развёрнуты в дивизии.

## Боевой путь
Корпус — активный участник Первой мировой войны, в частности, Журавненского сражения, операции на Стрыпе 1915 года, сражения у Бурканувского леса в 1916 г.

## Командиры
- 18.07.1905—01.08.1905 — генерал-лейтенант Джамбакуриан-Орбелиани, Иван Макарович
- 01.08.1905—09.11.1906 — генерал-лейтенант Зальца, Антон Егорович
- 09.11.1906—02.02.1908 — генерал-лейтенант (с 1907 года генерал от кавалерии) Бекман, Владимир Александрович
- 02.02.1908—26.08.1912 — генерал-лейтенант (с 06.12.1910 генерал от инфантерии) Ольховский, Пётр Дмитриевич
- 26.08.1912—03.1917 — генерал-лейтенант (с 1914 генерал от инфантерии) Бринкен, Александр Фридрихович
- 31.03.1917—07.1917 — генерал-лейтенант Обручев, Николай Афанасьевич
- 07.1917—? генерал-лейтенант Безкровный, Александр Алексеевич

## Начальники штаба
- 05.07.1905—16.10.1906 — генерал-майор Преженцов, Александр Богданович
- 17.10.1906—01.05.1911 — генерал-лейтенант Ставрович, Николай Григорьевич
- 13.05.1911—07.10.1913 — генерал-майор Ельшин, Александр Яковлевич
- 07.10.1913—14.11.1914 — генерал-майор Огородников, Фёдор Евлампиевич
- 14.11.1914—после 1.01.1916 — генерал-майор Зарин, Николай Дмитриевич
- 29.04—12.05.1917 — генерал-майор Маркодеев, Павел Анисимович